# Korpussprache
Als Korpussprachen und Trümmersprachen bezeichnet man ausgestorbene Sprachen, die durch Textkorpora dokumentiert sind. Der Unterschied zwischen beiden Begriffen besteht hierbei im Umfang der Textüberlieferung.

## Korpussprachen
Korpussprachen lassen sich in Großkorpus- und Kleinkorpussprachen unterteilen. Großkorpussprachen haben ein außerordentlich großes Korpus, mit dem sich die Grammatik und Lexik einer Sprache vollständig oder nahezu vollständig belegen lassen. Beispiele für Großkorpussprachen sind Latein, Sanskrit, Altgriechisch oder Altwestnordisch.
Kleinkorpussprachen sind durch die Überlieferung von nur wenigen Texten nur unvollständig belegt. Da sich anhand eines kleinen überlieferten Korpus meist nicht alle Formen rekonstruieren lassen, sind die grammatische Struktur und der Wortschatz einer Korpussprache in solchen Fällen nur sehr unvollständig zu ermitteln. Als Beispiele für Kleinkorpussprachen sind das hauptsächlich durch die Wulfilabibel überlieferte Gotische oder das Altsächsische zu nennen.

## Trümmersprachen
Sprachen, die nur durch wenige Inschriften oder Worte und Eigennamen in anderssprachigen Texten überliefert sind, verfügen über einen nur sehr eingeschränkt bekannten Wortschatz und entsprechend meist nur unvollständig bekannte Morphologie. Diese Sprachen werden Trümmersprachen genannt und es lassen sich oft nur Verbformen der dritten Person und einige Kasusformen bestimmen. In einzelnen Fällen lassen sich auch die Verwandtschaftsverhältnisse zu anderen bekannten Sprachen nicht oder nur unvollständig abklären, sodass man von totalen Trümmersprachen spricht. Beispiele für Trümmersprachen sind Etruskisch, Iberisch, Festlandkeltisch oder Illyrisch. Der Begriff lässt sich auch auf andere Sprachstufen einer bestimmten Sprache anwenden, beispielsweise die Ogham-Inschriften des ansonsten gut überlieferten Altirischen.
Der teilweise synonym gebrauchte Begriff Restsprache sollte laut Jürgen Untermann nur dann verwendet werden, wenn die Überlieferung der jeweiligen Sprache als Trümmersprache dem Umstand geschuldet ist, dass die Sprache schon zur Zeit der Überlieferung nur noch eine untergeordnete gesellschaftliche Rolle innehatte, weil sie bereits damals beispielsweise vom Lateinischen verdrängt worden war.